# 伯根 (北达科他州)
伯根（英語：Bergen），是美国北达科他州下属的一座城市。根据2010年美国人口普查，该市有人口7人。
該城市建立於1905年，名稱來自挪威城市卑爾根。